# Charles Bellonzi
Charles Bellonzi, dit Lolo Bellonzi,  né le 14 janvier 1941 à Nice et mort le 11 juillet 2024 à Poitiers, est un batteur de jazz et pédagogue français.

## Biographie
Après avoir joué de l'accordéon et du tambour à partir de 7 ans, il débute la batterie à 14 ans. Il joue des deux instruments dans la fanfare niçoise « La Renaissance », en compagnie de son oncle, joueur d'hélicon.
En 1958, il découvre le jazz. Après son certificat d'études primaires, il fait quelques petits boulots : apprenti-mécanicien, serrurier, apprenti-bottier.
À 18 ans, il s'installe à Paris, où son ami Gilbert Rovère l'introduit dans le milieu du jazz, et le fait jouer avec de nombreux musiciens français et américains (Art Simmons, Raymond Fol…). En 1960, il participe à son premier enregistrement avec le Golden Gate Quartet. En 1961, Georges Arvanitas l'engage dans son quintet au Club Saint-Germain.
En 1963, il participe au film Paris Blues, où il croise Louis Armstrong, Duke Ellington et Billy Strayhorn. Il joue également avec Lou Bennett, René Thomas, Johnny Griffin, Dexter Gordon. Il remplace parfois Kenny Clarke auprès de Bud Powell, Pierre Michelot et Nathan Davis.
Entre 1965 et 1968, il fait partie du trio de Martial Solal, toujours avec Gilbert Rovère.
De 1968 à 1980, il rejoint l'orchestre de Claude Nougaro, en compagnie d'Eddy Louiss ou Maurice Vander.
De 1970 à 1975, il est attitré au Casino de Paris.
Il participe à la Grande Parade de Nice en 1980. En 1981, il fait partie du trio de Maurice Vander. Il accompagne également Richie Cole, Tommy Flanagan ou Jimmy Raney. La même année, il publie son premier disque en tant que leader.
En 1986, il participe au film Autour de minuit, ainsi qu'à la pièce de théâtre Lady Day avec Dee Dee Bridgewater.
En 1993, il fait partie du quartette de Richard Galliano.
En 1998 paraît Lolobô, un disque dont il est le leader, inspiré par un petit village de Côte d'Ivoire du même nom.
En 2006 paraît Abracadadrums, dont il est le leader. On y retrouve Géraldine Laurent à l'alto.

## Discographie

### En tant que leader
- 1968 : Musique pour l'image no 16 (MPI-LP 516)
- 1972 : Structures percussions, avec Robert Viger (PSI-X 20 703 S)
- 1981 : Charles « Lolo » Bellonzi Quartet (Night and Day-1005)
- 1998 : Lolobô (DAM-ELA 62102)
- 2006 : Abracadadrums (DBA 06/110)

### En tant que sideman
Avec Martial Solal
- 1965 : Martial Solal Trio (Colombia CCTX-240502)
- 1965 : Martial Solal en Liberté (Colombia CTX-40306)
- 1965 : Trois chambres à Manhattan (P.M.-460 v 700)
- 1966 : Son 66 (Colombia-CTX 40309)
- 1966 : Électrode : Martial Solal Joue Michel Magne (P.M.-300 V 147 S)
- 1966 : En direct du Blue Note (Colombia)
- 1967 : Jazz Jamboree 67 vol 3 (Muza Polskie Nagrania-XL0045)
- 1967 : FAFASIFA (CBS-S 63473)

Avec Claude Nougaro
- 1969 : Une soirée avec Claude Nougaro (Philips-844 969/70 BY)
- 1971 : Sœur Âme (Philips-6397029 S)
- 1975 : Femmes et Famines (Barclay-90025)
- 1978 : Tu verras (Barclay-91004)
- 1980 : Assez ! (Barclay-96106 S)

Avec Maurice Vander
- 1970 : Piano Puzzle (Saravah-SH 10015)
- 1980 : Du côté de chez swing (Night and Day-1002)

Avec Jack Diéval
- 1981 : Live at the St James (Paris-Milau-A 120060)
- 1985 : Jack Diéval (All Stars-FE 901 ND 215)

Avec Steve Grossman
- 1990 : Live at the café Praga (Timeless-SJP 314)
- 1990 : My Second Prime

Avec Luigi Trussardi
- 1994 : Vendredi 14 (DAM-ELA 62101)
- 1996 : L'amour dans l'âme (DAM-ELA 62102)

Autres participations
- 1960 : Golden Gate Quartet
- 1962 : Olivier Despax et ses Gamblers
- 1963 : Lou Bennett, Enfin (RCA Victor-430115 S)
- 1963 : Meeting Mr Thomas (Blue Star-80 708)
- 1966 : Ivan Jullien Big Band, Paris Point Zéro (Riviera-421 047)
- 1967 : Jean Bonal, Pile ou Face (E.M.-CJ 502)
- 1968 : Bill Coleman, Together at last (P.M.-CPTX 240 863)
- 1977 :  Robert Viger, Feeling Jazzy (REV-709 S)
- 1983 : Sacha Distel, My guitar and all that jazz (Carrère-67 975 CA 681)
- 1991 : Tony Petrucciani Quartet, Nuages (ACD-006)
- 1993 : Richard Galliano, Viaggo
- 1995 : Joseph Ganter Trio, Voyageur (GMP 000 001)
- 1995 : Serge Casero Quartet (NAP 9510 ND 210)
- 1996 : André Persiani (Film 9-ND 215)
- 1997 : Daniel Visani, Changin' (Elabeth)
- 1999 : Claude Garden, Garden Club (DAM-ELA 621034)
- 1999 : Yves Brouqui, Foreign Currency (Elabeth)
- 2000 : Richard Raux, The Interval (Elabeth)

## Publications
- 1982 : Langage de la Batterie-Jazz, réédité en 2005
  - Volume 1 (ISMN 979-0046271359)
  - Volume 2
  - Volume 3 (ISMN 979-0046275982)